# Anna-Lisa Brandt
Anna-Lisa (Anna Elise) Brandt, född Ångman 17 april 1890 i Orsa, död 21 september 1976 i Enskede, var en svensk konstnär.
Hon var dotter till affärsmannen Hans Ångman och lärarinnan Mina Eriksson och från 1914 gift med landskanslisten Osvald Brandt (1886–1967). Hon studerade vid Althins målarskola i Stockholm och Konstakademiens materialkunskapskurs 1932–1933 samt självstudier i utlandet. Separat ställde hon ut i Nyköping, Orsa och Stockholm och hon medverkade i samlingsutställningar i Stockholm och Motala. För Drottningholms teatermuseum kopierade hon Pehr Hilleströms teatermålningar. Hennes konst består av stilleben, porträtt, och landskapsmålningar från den svenska fjällvärlden. Brandt är representerad vid svensk-amerikanska museet i Philadelphia. Makarna Brandt är begravda på Nya kyrkogården i Nyköping.